# Le Drennec
Le Drennec település Franciaországban, Finistère megyében. Lakosainak száma 1911 fő (2022. január 1.). Le Drennec Lanarvily, Le Folgoët, Kersaint-Plabennec, Loc-Brévalaire, Plabennec és Ploudaniel községekkel határos.

## Népesség
A település népességének változása:
| Lakosok száma | 974  | 1529 | 1599 | 1707 | 1772 | 1800 | 1837 | 1877 | 1904 | 1911 |
|               | 1968 | 1982 | 1990 | 2006 | 2013 | 2015 | 2017 | 2019 | 2020 | 2022 |